# Sessea weberbaueri
Sessea weberbaueri är en potatisväxtart som beskrevs av Friedrich August Georg Bitter. Sessea weberbaueri ingår i släktet Sessea och familjen potatisväxter. Inga underarter finns listade i Catalogue of Life.